# Zico Waeytens
Zico Waeytens (Ledegem, 29 de septiembre de 1991) es un ciclista belga que fue profesional entre 2012 y 2019.
El 24 de octubre de 2019 anunció su retirada a los 28 años de edad tras ocho temporadas como profesional.

## Palmarés
2011
- Flecha de las Ardenas

2016
- 1 etapa de la Vuelta a Bélgica

## Resultados en Grandes Vueltas
| Carrera | Carrera         | 2011 | 2012 | 2013 | 2014 | 2015  | 2016 | 2017 | 2018 | 2019 |
| ------- | --------------- | ---- | ---- | ---- | ---- | ----- | ---- | ---- | ---- | ---- |
|         | Giro de Italia  | —    | —    | —    | —    | —     | —    | —    | —    | —    |
|         | Tour de Francia | —    | —    | —    | —    | —     | —    | —    | —    | —    |
|         | Vuelta a España | —    | —    | —    | —    | 157.º | Ab.  | —    | —    | —    |

—: no participa

Ab.: abandono

## Equipos
- Topsport Vlaanderen (2011[2] -2014)
  - Topsport Vlaanderen-Mercator (2011-2012)
  - Topsport Vlaanderen-Baloise (2013-2014)
- Giant/Sunweb (2015-2017)
  - Team Giant-Alpecin (2015-2016)
  - Team Sunweb (2017)
- Vérandas Willems-Crelan (2018)
- Cofidis, Solutions Crédits[3] (2019)